# La serva padrona (film)
La serva padrona è un film del 1934 diretto da Giorgio Mannini.
La pellicola è ispirata al libretto dell'opera omonima di Giovanni Battista Pergolesi.